# Sopila

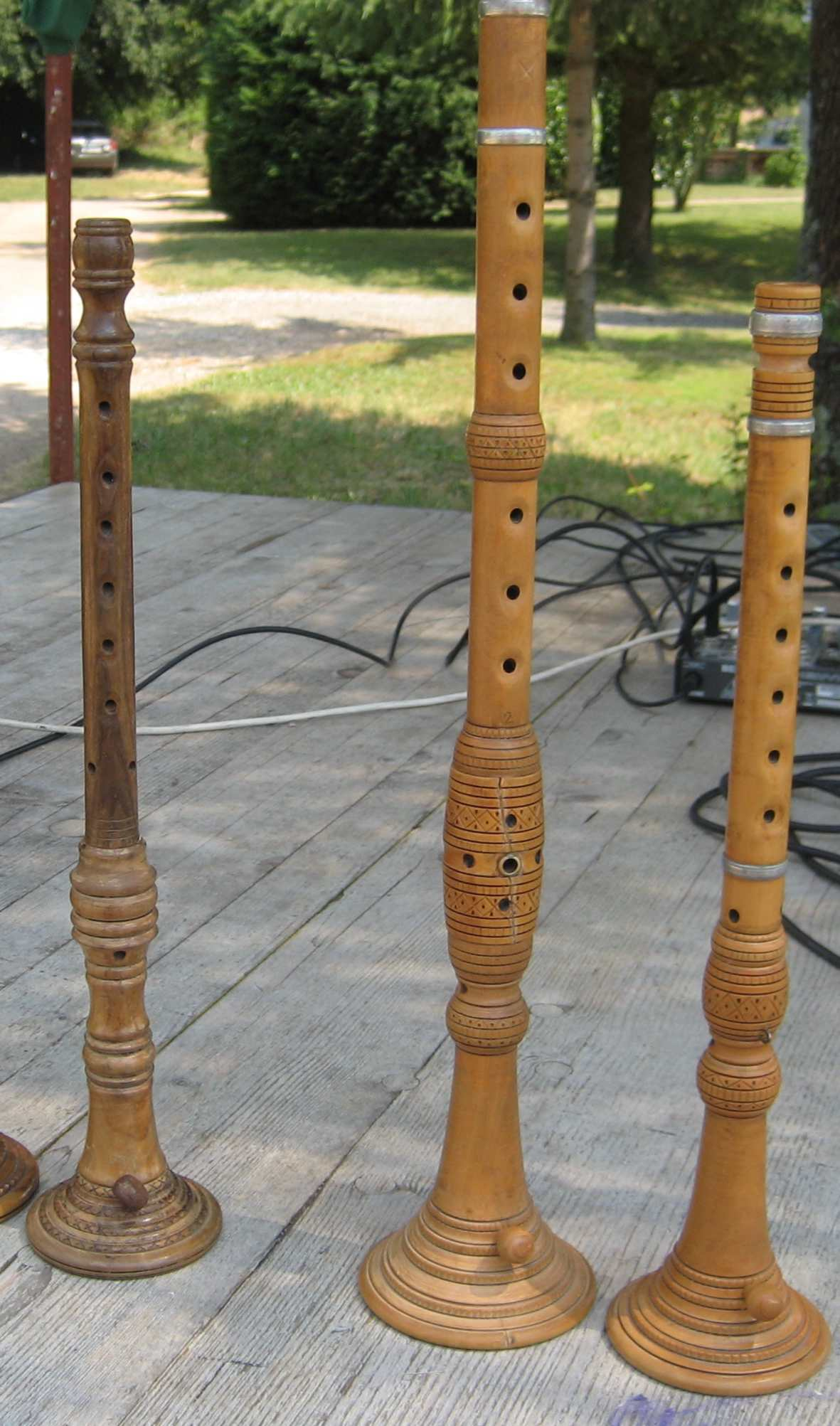
Mitte: vela sopila, außen jeweils mala sopila

Sopila (auch sopile und sopele, Plural sopile) ist ein Doppelrohrblattinstrument, das im Norden der kroatischen Adriaküste gespielt wird. Sie ist in der Kvarner-Bucht und auf der Insel Krk verbreitet. In Istrien heißt das Instrument roženica (Plural roženice). In der Gegend von Kastav gibt es auch die Bezeichnung tororo.
Die sopila gehört zu den Schalmeien und ist mit ähnlichen Instrumenten im westlichen Mittelmeerraum und in der Bretagne verwandt (Piffero, Bombarde, Tarota). Sie wird stets paarweise gespielt, wobei eine kleine sopila (mala sopila) von einer großen sopila begleitet wird (vela sopila). Die sopila hat den charakteristisch durchdringenden Klang der Schalmeiinstrumente.

## Bauweise, Stimmung und Spielweise
Der Holzkorpus der sopila hat eine konische Bohrung und sechs Grifflöcher auf der Oberseite. Ein Doppelrohrblatt (pisak) wird von einem Mundstück (špulet) ohne oder mit schwach ausgeprägter Pirouette aufgenommen. Das Spielrohr (prebiralica) mündet in einen Schalltrichter (krilo). Die Außenseite ist in mehreren Abschnitten durch gedrechselte Stabprofile geschmückt. Im unteren Bereich des Spielrohrs und im Schalltrichter befinden sich weitere Tonlöcher, die nicht gegriffen werden. Die mala sopila misst etwa 50 cm, die vela sopila etwa 65–70 cm. Als Hölzer werden Olive, Buchs, Ahorn, Nussbaum oder Obsthölzer verwendet.
Die Instrumente sind in der hexachordischen istrischen Tonleiter (kroatisch Istarska ljestvica) gestimmt, die von der Dur-Moll-Tonalität stark abweicht. In der Oberstimme (vela sopila) steigt die Tonhöhe der sechs Töne abwechselnd um einen halben bzw. ganzen Ton. Im zweistimmigen Spiel begleitet die Unterstimme (mala sopila) um eine große Sekunde oder kleine Terz nach unten versetzt, nur die Schlusstöne sind einstimmig bzw. im Oktavabstand. Sopile werden nicht überblasen.
Die charakteristische Zweistimmigkeit der istrischen Skala wird auch im Gesang verwendet, wobei die Stimmen die Charakteristik der sopila imitieren und häufig auf Klangsilben singen. Diese Art des Singens und Musizierens gehört zum immateriellen Weltkulturerbe.

## Verwendung

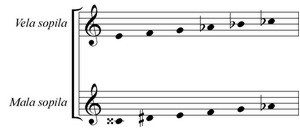

Traditionell spielen große und kleine sopile stets zusammen. Sopila-Duos treten zum Tanz nach der Kirche auf, eventuell begleitet von Gesang oder Taktklopfen mit dem Fuß. Auch die Verwendung im Gottesdienst ist bezeugt. Bis heute finden besonders auf Krk sopile Verwendung bei Hochzeiten.
- Sopile beim Tanz (Instrumente im Fokus)
- Sopile beim Tanz (Tänzer im Fokus)